# What a Wonderful World
What a Wonderful World is een song van de Amerikaanse muzikant Louis Armstrong. Het nummer verscheen op zijn gelijknamige album uit 1968. In september 1967 werd het uitgebracht als de enige single van het album.

## Achtergrond
Volgens diverse bronnen werd "What a Wonderful World" oorspronkelijk aangeboden aan Tony Bennett, maar deze sloeg het nummer af. Vervolgens zou het zijn aangeboden aan Louis Armstrong. George Weiss, co-auteur van de song, vertelde echter dat hij het specifiek voor Armstrong schreef, omdat hij geïnspireerd was door het vermogen van Armstrong om mensen van verschillende rassen bijeen te brengen. Bennett nam het nummer later wel een aantal keren op als eerbetoon aan zijn vriend Armstrong.
Oorspronkelijk was "What a Wonderful World" geen hit in de Verenigde Staten, waar het slecht verkocht werd aangezien ABC Records-baas Larry Newton het nummer niet commercieel genoeg vond en daarom ook niet promootte. In het Verenigd Koninkrijk werd de song wel een hit, waarbij het de hoogste positie behaalde in de hitlijsten en het de bestverkochte single van het jaar werd. Armstrong werd hierdoor op de leeftijd van 66 jaar destijds de oudste artiest met een nummer 1-hit in het land.
Het nummer werd een soort standaard en bereikte steeds hernieuwde populariteit. In 1978 werd de originele opname van "What a Wonderful World" gedraaid tijdens de afsluiter van de eerste serie van het radiohoorspel The Hitchhiker's Guide to the Galaxy van de BBC en in 1981 werd dit herhaald voor de televisieserie geïnspireerd op dit hoorspel. In 1988 werd de song gebruikt in de film Good Morning, Vietnam, hoewel het nummer van twee jaar na de gefilmde gebeurtenissen dateert. De opname werd opnieuw op single uitgebracht en werd weer een wereldwijde hit, met een eerste plaats in Australië, een tweede plaats in de Nederlandse Top 40 en een 32e plaats in de Verenigde Staten. In 1999 werd de song opgenomen in de Grammy Hall of Fame voor muziekopnames van historisch belang.
De compositie is vele malen gecoverd. Zo zong de Hawaïaanse muzikant Israel Kamakawiwo'ole het in 1993 in een medley met "Somewhere over the Rainbow". In 1994 zong Patti Smith het nummer tijdens de herdenking van haar overleden man Fred "Sonic" Smith. De versie van Joey Ramone werd in 2002 postuum uitgebracht als afsluiter van de film Bowling for Columbine. In 2004 werd de song opgenomen door zowel Céline Dion als Rod Stewart, die het in duet met Stevie Wonder zong. In 2007 nam Katie Melua een cover op, waarin zij het nummer in duet zong met de in 1996 overleden Eva Cassidy. Deze versie, waarvan de opbrengsten gingen naar het Britse Rode Kruis, bereikte de nummer 1-positie in het Verenigd Koninkrijk. Andere bekende artiesten die het nummer hebben opgenomen zijn Nick Cave, Anne Murray, Sarah Brightman en Ziggy Marley. In Nederland werd de compositie in 1973 gecoverd door Mieke in samenwerking met Vader Abraham onder de titel "Wat een prachtige dag". In 2019 zette Jan Rot het op cd als "Was de wereld maar wijs".

## Hitnoteringen

### Nederlandse Top 40
| Hitnotering week 1 t/m 12: 30-03-1968 t/m 15-06-1968 Hitnotering week 13 t/m 23: 13-08-1988 t/m 22-10-1988 | Hitnotering week 1 t/m 12: 30-03-1968 t/m 15-06-1968 Hitnotering week 13 t/m 23: 13-08-1988 t/m 22-10-1988 | Hitnotering week 1 t/m 12: 30-03-1968 t/m 15-06-1968 Hitnotering week 13 t/m 23: 13-08-1988 t/m 22-10-1988 | Hitnotering week 1 t/m 12: 30-03-1968 t/m 15-06-1968 Hitnotering week 13 t/m 23: 13-08-1988 t/m 22-10-1988 | Hitnotering week 1 t/m 12: 30-03-1968 t/m 15-06-1968 Hitnotering week 13 t/m 23: 13-08-1988 t/m 22-10-1988 | Hitnotering week 1 t/m 12: 30-03-1968 t/m 15-06-1968 Hitnotering week 13 t/m 23: 13-08-1988 t/m 22-10-1988 | Hitnotering week 1 t/m 12: 30-03-1968 t/m 15-06-1968 Hitnotering week 13 t/m 23: 13-08-1988 t/m 22-10-1988 | Hitnotering week 1 t/m 12: 30-03-1968 t/m 15-06-1968 Hitnotering week 13 t/m 23: 13-08-1988 t/m 22-10-1988 | Hitnotering week 1 t/m 12: 30-03-1968 t/m 15-06-1968 Hitnotering week 13 t/m 23: 13-08-1988 t/m 22-10-1988 | Hitnotering week 1 t/m 12: 30-03-1968 t/m 15-06-1968 Hitnotering week 13 t/m 23: 13-08-1988 t/m 22-10-1988 | Hitnotering week 1 t/m 12: 30-03-1968 t/m 15-06-1968 Hitnotering week 13 t/m 23: 13-08-1988 t/m 22-10-1988 | Hitnotering week 1 t/m 12: 30-03-1968 t/m 15-06-1968 Hitnotering week 13 t/m 23: 13-08-1988 t/m 22-10-1988 | Hitnotering week 1 t/m 12: 30-03-1968 t/m 15-06-1968 Hitnotering week 13 t/m 23: 13-08-1988 t/m 22-10-1988 | Hitnotering week 1 t/m 12: 30-03-1968 t/m 15-06-1968 Hitnotering week 13 t/m 23: 13-08-1988 t/m 22-10-1988 | Hitnotering week 1 t/m 12: 30-03-1968 t/m 15-06-1968 Hitnotering week 13 t/m 23: 13-08-1988 t/m 22-10-1988 | Hitnotering week 1 t/m 12: 30-03-1968 t/m 15-06-1968 Hitnotering week 13 t/m 23: 13-08-1988 t/m 22-10-1988 | Hitnotering week 1 t/m 12: 30-03-1968 t/m 15-06-1968 Hitnotering week 13 t/m 23: 13-08-1988 t/m 22-10-1988 | Hitnotering week 1 t/m 12: 30-03-1968 t/m 15-06-1968 Hitnotering week 13 t/m 23: 13-08-1988 t/m 22-10-1988 | Hitnotering week 1 t/m 12: 30-03-1968 t/m 15-06-1968 Hitnotering week 13 t/m 23: 13-08-1988 t/m 22-10-1988 | Hitnotering week 1 t/m 12: 30-03-1968 t/m 15-06-1968 Hitnotering week 13 t/m 23: 13-08-1988 t/m 22-10-1988 | Hitnotering week 1 t/m 12: 30-03-1968 t/m 15-06-1968 Hitnotering week 13 t/m 23: 13-08-1988 t/m 22-10-1988 | Hitnotering week 1 t/m 12: 30-03-1968 t/m 15-06-1968 Hitnotering week 13 t/m 23: 13-08-1988 t/m 22-10-1988 | Hitnotering week 1 t/m 12: 30-03-1968 t/m 15-06-1968 Hitnotering week 13 t/m 23: 13-08-1988 t/m 22-10-1988 | Hitnotering week 1 t/m 12: 30-03-1968 t/m 15-06-1968 Hitnotering week 13 t/m 23: 13-08-1988 t/m 22-10-1988 | Hitnotering week 1 t/m 12: 30-03-1968 t/m 15-06-1968 Hitnotering week 13 t/m 23: 13-08-1988 t/m 22-10-1988 | Hitnotering week 1 t/m 12: 30-03-1968 t/m 15-06-1968 Hitnotering week 13 t/m 23: 13-08-1988 t/m 22-10-1988 |
| Week | 1 | 2 | 3 | 4 | 5 | 6 | 7 | 8 | 9 | 10 | 11 | 12 | | 13 | 14 | 15 | 16 | 17 | 18 | 19 | 20 | 21 | 22 | 23 | |
| --- | --- | --- | --- | --- | --- | --- | --- | --- | --- | --- | --- | --- | --- | --- | --- | --- | --- | --- | --- | --- | --- | --- | --- | --- | --- |
| Nummer | 38 | 24 | 17 | 14 | 14 | 17 | 20 | 20 | 22 | 27 | 31 | 36 | uit | 22 | 13 | 6 | 5 | 2 | 2 | 5 | 10 | 17 | 24 | 40 | uit |

### Nationale Hitparade Top 100
| Hitnotering week 1 t/m 6: 13-04-1968 t/m 18-05-1968 Hitnotering week 7 t/m 20: 06-08-1988 t/m 05-11-1988 | Hitnotering week 1 t/m 6: 13-04-1968 t/m 18-05-1968 Hitnotering week 7 t/m 20: 06-08-1988 t/m 05-11-1988 | Hitnotering week 1 t/m 6: 13-04-1968 t/m 18-05-1968 Hitnotering week 7 t/m 20: 06-08-1988 t/m 05-11-1988 | Hitnotering week 1 t/m 6: 13-04-1968 t/m 18-05-1968 Hitnotering week 7 t/m 20: 06-08-1988 t/m 05-11-1988 | Hitnotering week 1 t/m 6: 13-04-1968 t/m 18-05-1968 Hitnotering week 7 t/m 20: 06-08-1988 t/m 05-11-1988 | Hitnotering week 1 t/m 6: 13-04-1968 t/m 18-05-1968 Hitnotering week 7 t/m 20: 06-08-1988 t/m 05-11-1988 | Hitnotering week 1 t/m 6: 13-04-1968 t/m 18-05-1968 Hitnotering week 7 t/m 20: 06-08-1988 t/m 05-11-1988 | Hitnotering week 1 t/m 6: 13-04-1968 t/m 18-05-1968 Hitnotering week 7 t/m 20: 06-08-1988 t/m 05-11-1988 | Hitnotering week 1 t/m 6: 13-04-1968 t/m 18-05-1968 Hitnotering week 7 t/m 20: 06-08-1988 t/m 05-11-1988 | Hitnotering week 1 t/m 6: 13-04-1968 t/m 18-05-1968 Hitnotering week 7 t/m 20: 06-08-1988 t/m 05-11-1988 | Hitnotering week 1 t/m 6: 13-04-1968 t/m 18-05-1968 Hitnotering week 7 t/m 20: 06-08-1988 t/m 05-11-1988 | Hitnotering week 1 t/m 6: 13-04-1968 t/m 18-05-1968 Hitnotering week 7 t/m 20: 06-08-1988 t/m 05-11-1988 | Hitnotering week 1 t/m 6: 13-04-1968 t/m 18-05-1968 Hitnotering week 7 t/m 20: 06-08-1988 t/m 05-11-1988 | Hitnotering week 1 t/m 6: 13-04-1968 t/m 18-05-1968 Hitnotering week 7 t/m 20: 06-08-1988 t/m 05-11-1988 | Hitnotering week 1 t/m 6: 13-04-1968 t/m 18-05-1968 Hitnotering week 7 t/m 20: 06-08-1988 t/m 05-11-1988 | Hitnotering week 1 t/m 6: 13-04-1968 t/m 18-05-1968 Hitnotering week 7 t/m 20: 06-08-1988 t/m 05-11-1988 | Hitnotering week 1 t/m 6: 13-04-1968 t/m 18-05-1968 Hitnotering week 7 t/m 20: 06-08-1988 t/m 05-11-1988 | Hitnotering week 1 t/m 6: 13-04-1968 t/m 18-05-1968 Hitnotering week 7 t/m 20: 06-08-1988 t/m 05-11-1988 | Hitnotering week 1 t/m 6: 13-04-1968 t/m 18-05-1968 Hitnotering week 7 t/m 20: 06-08-1988 t/m 05-11-1988 | Hitnotering week 1 t/m 6: 13-04-1968 t/m 18-05-1968 Hitnotering week 7 t/m 20: 06-08-1988 t/m 05-11-1988 | Hitnotering week 1 t/m 6: 13-04-1968 t/m 18-05-1968 Hitnotering week 7 t/m 20: 06-08-1988 t/m 05-11-1988 | Hitnotering week 1 t/m 6: 13-04-1968 t/m 18-05-1968 Hitnotering week 7 t/m 20: 06-08-1988 t/m 05-11-1988 | Hitnotering week 1 t/m 6: 13-04-1968 t/m 18-05-1968 Hitnotering week 7 t/m 20: 06-08-1988 t/m 05-11-1988 |
| Week | 1 | 2 | 3 | 4 | 5 | 6 | | 7 | 8 | 9 | 10 | 11 | 12 | 13 | 14 | 15 | 16 | 17 | 18 | 19 | 20 | |
| --- | --- | --- | --- | --- | --- | --- | --- | --- | --- | --- | --- | --- | --- | --- | --- | --- | --- | --- | --- | --- | --- | --- |
| Positie                                                                                                  | 20 | 15 | 16 | 20 | 20 | 20 | uit | 69 | 26 | 13 | 6 | 6 | 6 | 5 | 8 | 10 | 14 | 17 | 24 | 42 | 95 | uit |

### NPO Radio 2 Top 2000
| Nummer met noteringen in de NPO Radio 2 Top 2000 | '99 | '00 | '01 | '02 | '03 | '04 | '05 | '06 | '07 | '08 | '09 | '10 | '11 | '12 | '13 | '14 | '15 | '16 | '17 | '18 | '19 | '20 | '21 | '22 | '23 | '24 |
| ------------------------------------------------ | --- | --- | --- | --- | --- | --- | --- | --- | --- | --- | --- | --- | --- | --- | --- | --- | --- | --- | --- | --- | --- | --- | --- | --- | --- | --- |
| What a Wonderful World                           | 183 | 473 | 658 | 574 | 433 | 345 | 371 | 281 | 399 | 350 | 476 | 464 | 464 | 423 | 343 | 410 | 369 | 525 | 527 | 531 | 600 | 459 | 514 | 587 | 666 | 769 |

1. ↑  Een vetgedrukt getal geeft de hoogste notering aan.

### Evergreen Top 1000
| Jaar    | 2008 | 2009 | 2010 | 2011 | 2012 | 2013 | 2014 | 2015 | 2016 | 2017 | 2018 | 2019 | 2020 | 2021 | 2022 |
| ------- | ---- | ---- | ---- | ---- | ---- | ---- | ---- | ---- | ---- | ---- | ---- | ---- | ---- | ---- | ---- |
| Positie | 31   | 177  | 117  | 117  | 198  | 70   | 86   | 182  | 124  | 97   | 135  | 174  | 162  | 192  | 206  |

- Bibliothèque nationale de France: cb17048791z (data)
- Library of Congress Control Number: no2016132518
- MusicBrainz work: e7364956-ed0f-3fba-ae9a-d85faa558629
- Virtual International Authority File: 31146574878238150397